# My Merry May
My Merry May（マイ・メリー・メイ）は、KIDが2002年4月25日に発売したドリームキャスト用恋愛アドベンチャーゲームである。2003年1月30日にPlayStation 2版（
初回限定版にはオープニング曲「BUG?」のレゥ&リースver.他5曲を収めた音楽CDが付属）が発売され、2005年6月30日には本作と続編『My Merry Maybe』を同時収録したほか、3本の新シナリオと全てのアペンドシナリオを収めた『My Merry May with be』が発売された。
ドリームキャスト版には、公式サイトからダウンロードする事でゲームディスクには収録されていないシナリオが楽しめるアペンドストーリー機能を搭載。この機能は本作が最後となったが、同機能を搭載した作品では初めて一部シナリオをゲーム内に収録しており、条件を満たすことでプレイ可能になる（ゲーム内では「内蔵アペンド」と呼称されている。なお、本作以降のドリームキャスト作品でこの機能を搭載しているのはドリームキャスト版僕と、僕らの夏のみ）。PS2版では内蔵アペンドのみが収録されていたが、『My Merry May with be』では全てのアペンドシナリオが収録された。

## 概要
人間そっくりの人工生命体「レプリス」の少女と、図らずも彼女の兄代わりとなった少年をめぐる物語。本作の主題は「成長」である。主人公の少年にとっての越えられない壁として父と兄がおり、それでも肉親を越えようとあがき成長していくことでラブストーリーが展開していく。
5月が舞台に選ばれた理由は、「エンディング付近は雨がいい」という構想から梅雨の来る前に時期を設定したためである。
全体の構成は一般的な恋愛アドベンチャーゲームのものであり、前半の共通シナリオでの選択によって各ヒロインのシナリオへと分岐する形になる。エンディングの数はヒロインごとに異なるが、総じてA・B・Cに分類され、このうちAがいわゆるハッピーエンドに相当する。ただし「みさおAエンディング」はつらく重い展開であり、多くのユーザーがショックを受けた。
本作はオールクリアしてもかなりの謎が未解明のまま残されてしまっており、続編である『My Merry Maybe』でそれらが解明される形になっている。ただし最初から2部作にする構想があったわけではなく、張られた伏線の内容は一切明かされない予定だった。続編の製作が決まったのは本作の発売1週間後である。
なお、本作の舞台となっている津久見高校と同名の学校が大分県に存在するが、本作とは関係ない。

## あらすじ
全寮制高校「津久見高校」に通う「渡良瀬 恭介」は、退屈ながらも穏やかな学生生活を過ごしていた。高校生になってから2度目のゴールデンウィークを迎えるも、特にすることもなく暇を持て余していた彼のもとに、アメリカにいる父親から大きな荷物が届く。それは父と兄がアメリカで研究開発している甲種人型人工生命体「レプリス」の女性型が収められたカプセルだった。思わぬ贈り物に、恭介はこれから始まる彼女との楽しい生活を想像しつつ、カプセルに組み込まれた起動装置を作動させる。だが起動処理の終了を目前にして起こった落雷によって、処理は中断。程なくして装置は復旧し処理は終了したかに見えたが、目覚めた彼女は突然、赤子のごとく泣き出してしまう。起動時にバグが発生したため、成長した外見に相反し精神が幼児同然になってしまったのだった。
やむなく恭介は「レゥ」と名づけたレプリスの兄代わりとなって面倒を見ることになる。当初は彼女を自室にかくまっていたがすぐに露見し、「アメリカから来た親戚の子」と説明して寮母のたえに預かってもらう。レゥは恭介の友人たちともすぐに親しくなり、それとともに恭介の周囲の人間関係も変化していく。レゥが来る前とは一転して騒がしい日々が続く中、兄の恭平が突然日本に帰ってくる。恭平が連れてきたのは、バグのない、恭介が設定したとおりのレプリス「リース」だった。

## 登場人物
渡良瀬 恭介（わたらせ きょうすけ）
本作の主人公で、津久見高校の二年生。母は幼いころに亡くなり、父はアメリカで研究に没頭していることから、中学生時代までを兄の恭平と共に過ごした。恭介の高校進学と時を同じくして父の研究に協力すべく渡米することになった恭平と別れて以来、高校の寮で暮らしている。日常に退屈しており、周囲によく｢何か面白いことない?｣とぼやいていたが、レゥがやって来た日を境にその生活は一変する。
レゥ
声：松岡由貴
身長153cm、体重44kg、3サイズはB85、W54、H80。
恭介のもとに届いた、女性型レプリス。赤い瞳と銀色の髪を持ち、子供のように無邪気で純真、快活な性格。恭介を「おにいちゃん」と呼び、慕うようになる。起動時の事故のためか、目覚めた直後は何も知らず赤子のように泣き彼を困らせたが、その後の生活のなかで様々な知識を驚異的な速さで吸収していく。また、人間以上の身体能力を見せるなど、創られた存在であることをうかがわせるが、そういった違いを差し引いても本物の人間のような感情を見せる彼女に、恭介は人間の女の子として接していく。素性を隠すため、外出時は黒のカラーコンタクトを着用。型式番号Pmfh-000001（関係者は「00000とんで1」と読む。リースも同様）。
ちなみに、型式番号のPmfhとは『Prototype of Man Figuared Homunkuls』の略である。
榛名 ひとえ（はるな ひとえ）
声：木村まどか
身長159cm、体重50kg、3サイズはB79、W63、H84。
恭介、恭平とは幼い頃からの付き合い。中学校を卒業した後、恭介と同じ高校に進学し寮も同じになった事から彼とはほとんど毎日のように顔を合わせ、亮ともども軽口を叩き合う間柄。性格は快活で勝ち気。人当たりが良く、友人も多いだけに様々な情報に通じている。同い年の恭介にはお姉さんぶることも多い一方で、恭平に対しては密かな思いを寄せている。
吾妻 もとみ（あがつま もとみ）
声：大前茜
身長155cm、体重44kg、3サイズはB80、W59、H81。
大人しく真面目で少々引っ込み思案な、恭介の同級生。亮と交際していたが、彼がレゥにちょっかいを出すようになったことから彼との関係に危機感を抱き始め、これまではあまり見せなかった積極性を見せる一面も。実は抜群の脚力の持ち主。
杵築 たえ（きづき たえ）
声：黒河奈美
身長162cm、体重51kg、3サイズはB82、W60、H85。
恭介たちの住む学生寮の寮母を母に持つ大学生。学業の傍ら、療養中の母に代わり寮母を務める。いいかげんな面もあるが気さくで面倒見が良く、寮生たちに慕われている。酒が好きで、時折酔っぱらっては恭介の部屋に転がり込み、彼に愚痴をこぼす。
結城 みさお（ゆうき みさお）
声：前田ゆきえ
身長147cm、体重40kg、3サイズはB76、W57、H74。
杵築たえの実家に近くに住む中学生。基本的に他人と距離を置いており、口数は少なく感情表現も乏しいが、家が近い杵築たえとは幼いころから仲が良い。とある理由からレプリスを恐れ嫌っているが、レゥがそのレプリスであることに気付かぬまま彼女の初めての友人となる。幼いころから空手を学んでおり、その腕前はかなりのもの。
リース
声：松岡由貴
身長153cm、体重44kg、3サイズはB85、W54、H80。
恭介からレゥの起動事故の報告を受けて帰国した恭平が連れてきた、レゥと同型のレプリス。恭介がレゥを起動した際に行った設定が再現されているが、落ち着いた物腰とマスターの指示に忠実に従うその振る舞いはレゥとかなり異なっている。型式番号Pmfh-000002。
萩本 亮（はぎもと りょう）
声：栗津貴詞
身長178cm、体重70kg。
恭介の高校入学以来の悪友。長く伸ばした髪や優しくも気安く女性に声をかけるノリの軽さは軽薄な印象を持たれがちだが、友達思いであり恋にも真面目な男。吾妻もとみと交際中だが、恭介のもとにやって来たレゥにちょっかいを出すようになり、恭介やもとみを困らせることに。
渡良瀬 恭平（わたらせ きょうへい）
声：大水忠相
恭介の兄。幼い頃から父や亡き母に代わって恭介の面倒を見てきたが彼の中学校卒業と時を同じくして渡米し、レプリスの研究に携わる父に協力している。今回、恭介からレゥの起動事故の報告を受け、リースを伴い帰国した。恭介にとって頼れるアニキであり頭の上がらない存在。

## スタッフ
- ディレクター：しまぞう
- キャラクターデザイン：輿水隆之
- シナリオ：Q'tron(長井知佳 / 西川真音 / 山本真司)
- 音楽：阿保剛

## 主題歌
- オープニングテーマ：BUG?
  - 作詞、作曲、編曲：ARCHIBOLD
  - 歌：ARCHIBOLD feat.アジ☆コロ
- エンディングテーマ：ナツノ宇宙（ソラ）
  - 作詞、作曲、編曲：ARCHIBOLD
  - 歌：アジ☆コロ

オープニングテーマ「BUG?」は「神様、欠点を与えてくれてありがとう」という意が込められた歌である。どんなものであれ完成品はつまらないのに対し、誰かが入り込む隙間があれば成長していけるし、共感を得られるからである。ヒロインのレゥにはバグがあると設定されているが、ARCHIBOLDはこれを「僕らが時折変なことをしでかすのは、きっと誰もがBUGを抱えているせいだ」と解釈している。
「BUG?」は右音声が英語、左音声が日本語でまったく別の歌詞を歌っており、それが空耳で同じことを歌っているように聞こえるという、きわめて特異な構成になっている。たとえば、冒頭の歌詞は以下のようになっている。
右："Hey! Linda. Give me no choice!" He got wondering.
左：変だ 君の調子が悪い
この作風は、以前に「We are Self Service!」という曲で試みてビクターのディレクターに気に入られて以来、ARCHIBOLDのお家芸になっている。「BUG?」でこの方式を採用したのは、生まれたてのレゥと恭介の言語的な断絶を左右音声の違いで暗示しているからである。その後お互いが歩み寄って落ち着きどころを見つけていくことの伏線として、英語をローマ字文にしたり、日本語をカタカナにしたりして、サビの部分で両者が同じ意味を歌うようになっている。
エンディングテーマ「ナツノ宇宙」は、もともとオープニングとしてARCHIBOLDが作ったものであり、エンディングは別のもっとしっとりした曲になる予定だった。しかしKIDから「もっとハジケてくれ」と要求されたために差し替え、「BUG?」を1週間で作ることになった。
グッドエンドで流れるにもかかわらず「ナツノ宇宙」は失恋する少女の心情を歌っている。人が幸せにできるのは目の前のひとりだけであり、主人公に選ばれなかったヒロインの気持ちを汲み取ってほしいという意が込められている。

## 関連商品
- CD
  - My Merry May Sound Collections（サイトロン・デジタルコンテンツ / SCDC-184）
- 書籍
  - 『マイメリーメイ ビジュアルファンブック』エンターブレイン、2002年7月。ISBN 4-7577-0921-8
  - 『マイ・メリー・メイ アンソロジーコミック』エンターブレイン〈マジキューコミックス〉、2002年8月。ISBN 4-7577-0931-5
  - 金巻朋子『マイ・メリー・メイ』エンターブレイン〈ファミ通文庫〉、2002年7月。ISBN 4-7577-0928-5